# Oberalpe (Gemeinde Metnitz)

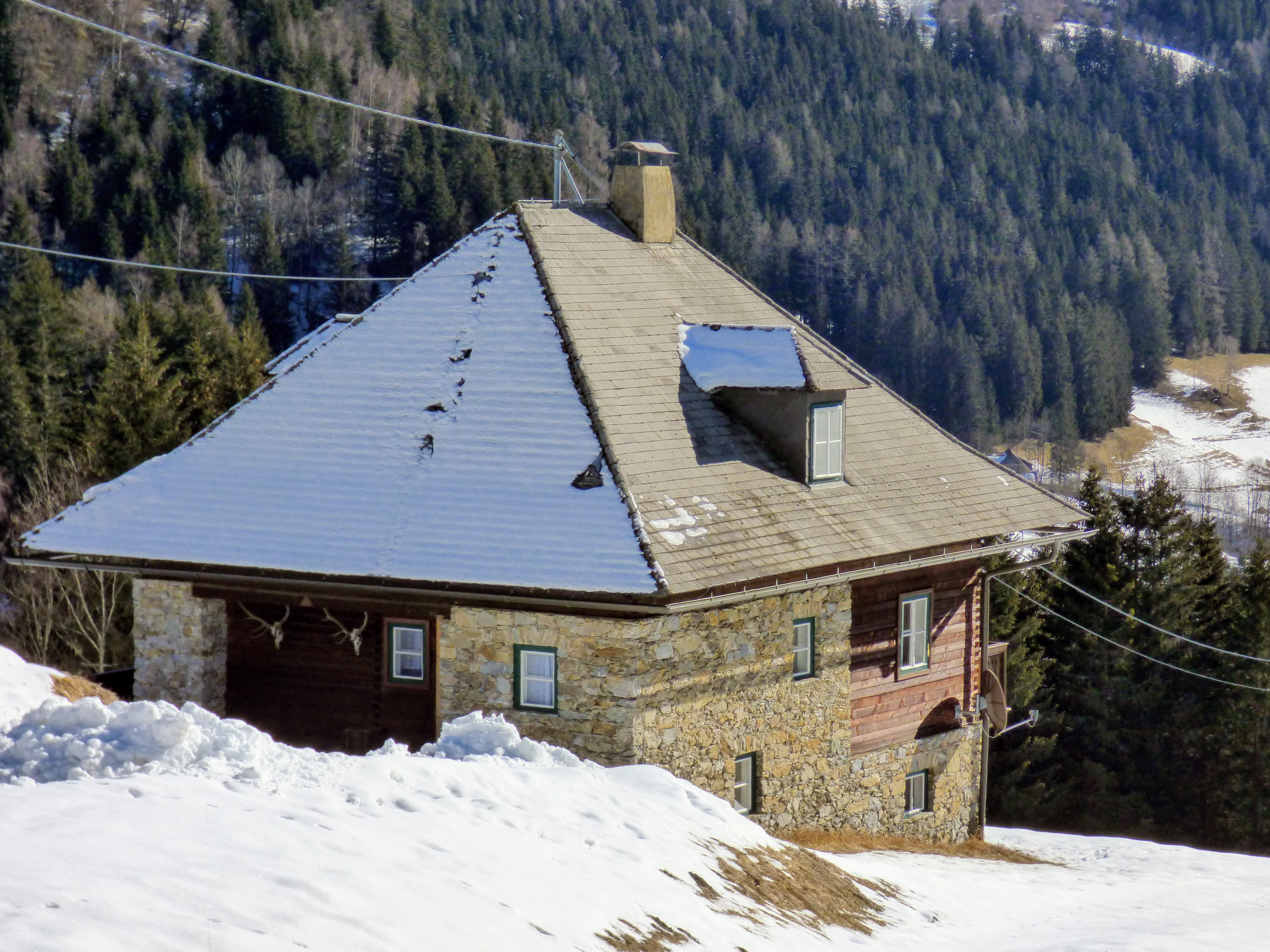
Oberalpe Nr. 8, Jagdhaus des Bistums Gurk

Oberalpe ist eine Ortschaft in der Kärntner Marktgemeinde Metnitz mit 11 Einwohnern (Stand 1. Jänner 2024). Die Ortschaft liegt zur Gänze auf dem Gebiet der Katastralgemeinde Metnitz Land.

## Lage
Die Ortschaft liegt in den Metnitzer Bergen im nördlichen Teil der Gemeinde Metnitz, in einem Seitental des Wöbringbachs, der seinerseits ein linksseitiger Zubringer des Metnitzbachs ist. Sie ist von der Straße L62a aus erreichbar.

## Geschichte
Auf dem Gebiet der Katastralgemeinde Metnitzthal (heute: Metnitz Land) liegend, gehörte der Ort Oberalpe in der ersten Hälfte des 19. Jahrhunderts zum Steuerbezirk Grades. Seit Gründung der Ortsgemeinden Mitte des 19. Jahrhunderts ist Oberalpe ein Teil der Gemeinde Metnitz. Bei den ersten Volkszählungen betrachtete man auch Schachmannthal, das jenseits des Hirschsteins im äußersten Nordwesten der Gemeinde Metnitz liegt, als Bestandteil der Ortschaft Oberalpe. Aktuell wird Schachmannthal zur Ortschaft Felfernigthal gezählt.

## Bevölkerungsentwicklung
Für die Ortschaft zählte man folgende Einwohnerzahlen:
- 1869: 7 Häuser, 61 Einwohner[2] (einschließlich des nicht separat ausgewiesenen Schachmannthals, das heute nicht mehr zur Ortschaft gehört)
- 1880: 14 Häuser, 34 Einwohner[3] (einschließlich des nicht separat ausgewiesenen Schachmannthals, das heute nicht mehr zur Ortschaft gehört)
- 1890: 14 Häuser, 37 Einwohner (davon 6 Häuser und 27 Einwohner im Dorf Oberalpe; 8 Häuser und 10 Einwohner in der heute nicht mehr zur Ortschaft gehörenden Rotte Schmachmannthal)[4]
- 1900: 14 Häuser, 31 Einwohner[5] (einschließlich des nicht separat ausgewiesenen Schachmannthals, das heute nicht mehr zur Ortschaft gehört)
- 1910: 19 Häuser, 22 Einwohner (davon 7 Häuser und 22 Einwohner in der Streusiedlung Oberalpe; 12 Häuser und 0 Einwohner auf der heute nicht mehr zur Ortschaft gehörenden Alm Schmachmannthal)[6]
- 1961: 8 Häuser, 36 Einwohner (davon 7 Häuser und 36 Einwohner in der Streusiedlung Oberalpe; 1 Jagdhaus mit 0 Einwohnern)[7]
- 2001: 4 Gebäude, 10 Einwohner[8]
- 2011: 5 Gebäude, 11 Einwohner[9]
- 2021: 5 Gebäude, 11 Einwohner, 4 Haushalte, 2 Arbeitsstätten[10]

## Ortschaftsbestandteile
Zur Ortschaft gehören die Einzelhöfe Fiedlerkeusche, Geiger, Knaller und Pichler.